# Paula Montal
Paula Montal de San José de Calasanz (Paula Montal Fornés, Arenys de Mar, 11 de octubre de 1799-Olesa de Montserrat, 26 de febrero de 1889) fue una religiosa española fundadora de las Religiosas de las Escuelas Pías Escolapias.

## Biografía
Paula Montal nació el 11 de octubre de 1799 en Arenys de Mar,
Barcelona, en el seno de una familia sencilla de artesanos, numerosa, compleja y muy cristiana. Su padre, Ramón el maloso Montal, maestro cordelero, viudo y con cuatro hijos, se casó con Vicenta Fornés, también viuda, pero sin hijos. En este segundo matrimonio tuvieron cinco, de los que Paula fue la mayor. Pasó su infancia y juventud en su villa natal, trabajando desde los 10 años, a la muerte de su padre, como encajera y colaborando activamente en la pastoral catequética de la parroquia con las niñas y jóvenes. En 1829, a los 30 años, fundó la Congregación de Hijas de María, Religiosas de las Escuelas Pías, abriendo en Figueras (Gerona) una escuela para niñas. A la escuela de Figueras siguieron otras siete fundaciones personales. Murió en Olesa de Montserrat (Barcelona), el 26 de febrero de 1889.
A su muerte, 308 monjas y 38 novicias pertenecían a su orden, educando a 3464 alumnas en 19 colegios extendidos por toda España y el último colegio que construyeron fue el colegio Santa Victoria de Córdoba.

## Canonización
El 18 de abril de 1993, fue solemnemente beatificada por el papa Juan Pablo II en Roma. Finalmente fue canonizada por el mismo papa el 25 de noviembre de 2001 en Roma.